# 司马僧光
司马僧光（？—？），字子明，河内郡温县（今河南省焦作市温县）人，出自三祖司马氏琅琊房，北魏、东魏官员。

## 生平
司马僧光以给事中为起家官，兼领直后。永安二年（529年），北海王元颢在南梁的支持下进攻北魏，魏孝庄帝元子攸逃离京城洛阳，尔朱荣在黄河以北调度军队反攻，司马僧光参与其中。魏孝庄帝回到洛阳后，司马僧光因功出任通直散骑常侍、朱衣直阁，封安阳县开国子，食邑三百户，又出任骠骑将军、左光禄大夫、太仆卿，升任大鸿胪卿，外任并州太原郡太守，回朝时因病去世，虚岁四十一，皇帝诏令赠予使持节、都督怀洛二州诸军事、骠骑大将军、怀州刺史，兴和三年十一月十六日（541年12月19日）葬于紫陌大道以北。

## 家族

### 曾祖
- 司马楚之，北魏司徒、贞王[1]

### 祖父
- 司马金龙，北魏司空、康王[1]

### 父亲
- 司马徽亮，北魏琅玡王、冀州刺史[1]